# Léo Lelièvre
Pour les articles homonymes, voir Lelièvre.
Léo Lelièvre est un parolier, poète et chansonnier français né le 1er avril 1872 à Reims et mort le 31 mars 1956 à Paris 17e.

## Biographie
Né en 1872 à Reims, Léo Lelièvre est le parolier de nombreuses chansons de la Belle Époque aux années 1950. Il écrit notamment pour Fragson, Mayol, Paul Dalbret et Émile Audiffred. Il est également revuiste au Ba-ta-clan, au Concert Mayol et à la Gaîté-Rochechouart.
À Paris, il dirige au Quartier latin le Caveau du cercle. Il est aussi président de la Sacem et officier de la Légion d'honneur.
Léo Lelièvre meurt en 1956 dans le 17e arrondissement de Paris. Il est inhumé dans le cimetière parisien de Saint-Ouen (9e division).
Léo Lelièvre a deux fils, également paroliers :
- Léo Edmond Lelièvre (9 juin 1899, Paris 6e - 21 juin 1966, Prague), qui signe ses œuvres du même Léo Lelièvre que son père,
- Robert Pierre Jules Lelièvre (31 mai 1901, Paris 5e - 11 octobre 1982, Neuilly-sur-Seine), qui utilise le nom de plume Bobby.

## Œuvres
- 1905 : la fameuse Matchiche, coécrite avec Paul Briollet[5], musique de P. Badia, arrangée par Charles Borel-Clerc ; interprétée par Félix Mayol, puis entre autres Suzy Delair, Annie Cordy, Jack Lantier et Guy Béart,
- 1911 : Mimine, paroles de Paul Briollet et Léo Lelièvre, musique de Adelmar Sablon[6].
- 1912 : la Biaiseuse, avec Paul Marinier ; interprétée, entre autres, par Annie Cordy et Marie-Paule Belle; parmi les paroles : « Je suis biaiseuse chez Paquin. Je biaise du soir au matin. »
- Pas si bête ![7] coécrite avec G. Fabri, musique Félix Chaudoir[8], interprète Albens à l'Eldorado, chansonnette comique.
- La Petite Secousse[9], paroles de Paul Briolet et Léo Lelièvre, musique Félix Chaudoir, créée par Nelda au Concert_parisien.
- La Recluse de Poitiers[10] ou 25 ans de captivité[11], paroles de Léo Lelièvre, musique d'Émile Spencer[12].